# Matías Rosso
Matías Gabriel Rosso (Rosario, Santa Fe, Argentina; 12 de marzo de 1993) es un futbolista argentino que juega de delantero extremo y su actual club es el Club de Gimnasia y Tiro del Torneo Federal A.

## Clubes
| Club                      | País      | Año         | PJ | Goles |
| ------------------------- | --------- | ----------- | -- | ----- |
| Chacarita Juniors         | Argentina | 2013 - 2014 | 1  | 1     |
| Estudiantes (LP)          | Argentina | 2015        | 8  | 0     |
| Aldosivi (cesión)         | Argentina | 2016        | 0  | 0     |
| Club Atlético Estudiantes | Argentina | 2017 - 2018 |    |       |
| Club de Gimnasia y Tiro   | Argentina | 2018 - 2020 |    |       |

## Características
Juega como segundo delantero y hasta puede hacerlo de volante. Es un jugador muy veloz y ágil, se caracteriza por su buen manejo de pelota.

## Logros
| Título                       | Club              | País      | Año  |
| ---------------------------- | ----------------- | --------- | ---- |
| Ascenso a Primera B Nacional | Chacarita Juniors | Argentina | 2014 |